# Лапин, Борис Матвеевич
Борис Матвеевич Лапин (17 [30] мая 1905, Москва, Российская империя — 19 сентября 1941, Борисполь, СССР) — русский советский поэт, сценарист и прозаик, журналист, военный корреспондент. С 1932 года часто работал в соавторстве с Захаром Хацревиным.

## Биография
Родился в семье врача Матвея Иосифовича Лапина (1874 — ?). В 1924 г. окончил Высший литературно-художественный институт им. Брюсова, самостоятельно изучал восточные языки. С 1925 г. много ездил по стране: в пустыню Каракумы с геоботанической экспедицией, на Памир, на Чукотку, а также в Японию. Поступив во флот штурманским практикантом, он побывал во многих портах Европы и Азии.
Начал литературную деятельность в 1920 г. со стихов; в начале своего поэтического пути был экспрессионистом, — «примыкал» к Ипполиту Соколову, вместе с Сергеем Спасским и Евгением Габриловичем составлял «центрифугистское» направление в экспрессионизме (Центрифуга (группа)). Затем организовал свой «Московский парнас» (1922). Позже из поэзии он ушёл в журналистику. Его друг Габрилович стал конструктивистом.
Он позже перешёл к жанру художественно-документальной прозы. Первой такой книгой стала «Повесть о стране Памир», опубликованная в 1929 г.
По некоторым сведениям, в конце 1920-х гг. примыкал к Литературному центру конструктивистов, наряду с Иваном Пулькиным и Борисом Агаповым, хотя это может быть неточностью.
В 1932 году подружился с 3. Хацревиным и часть произведений написал совместно с ним. После путешествия по Монголии написал также два киносценария (первый — совместно с Л. Славиным). Один из авторов книги «Беломорско-Балтийский канал имени Сталина» (1934).
В начале Великой Отечественной войны специальные корреспонденты газеты «Красная Звезда» Лапин и Хацревин погибли в окружении под Киевом.
Был женат на дочери Ильи Эренбурга Ирине.

## Известные адреса
Москва, Лаврушинский пер., 17-39

## Награды
- орден «Знак Почёта» (31.01.1939)
- медаль «За боевые заслуги» (1939)

## Творчество
Ранние стихи Лапина написаны под влиянием экспрессионизма. По характеристике Льва Славина, это «странная помесь Карамзина и Хлебникова».
В очерках своих он пытается стереть грань между документальным и художественным. Эта тенденция усилилась в совместном с Хацревиным творчестве: «вообще в их книгах, построенных по принципу эпизодов и рассказывающих о дальних землях, основное внимание уделяется не экономической, а культурной жизни и изображению отдельных человеческих судеб».

## Сочинения
- Молниянин. — М.: Московский Парнас, 1922. — 30, [1] с. (Совместно с Е. Габриловичем.)
- 1922-я книга стихов. — М.: Московский Парнас, 1923. — 54, [2] с.
- Повесть о стране Памир. От верховьем Пянджа к верховьям Инда. — М.: Федерация, 1929. — 188 с.
  - То же. 2-е изд. — М.: Федерация, 1930. — 168 с.
  - То же. 3-е изд. — М.: Федерация, 1931. — 168, [2] с.
- Тихоокеанский дневник: [Путевые очерки] / Обл. И. Рерберга. — М.: Федерация, 1929. — 223 с.
  - То же. 2-е изд. — М.: Федерация, 1930. — 222, [2] с.п мьпт
- Журналист на границе: [Путевые очерки] / Обл. и рис. Усто-Мумина. — Л.: Красная газета, 1930. — 98, [2] с.
- Набег на Гарм: Хроника. — М.: Федерация, 1931. — 104 с.
- Двадцать дней в Индии / Рис. Г. Туганова. — [М.]: Мол. гвардия, 1932. — 40 с.
- Разрушение Кентаи / Рис. и обл. Т. Мавриной. — [М.]: Мол. гвардия, 1932. — 77, [2] с.
- Подвиг: Повесть. — [Л.]: Изд-во писателей в Ленинграде, [1933]. — 104 с.
  - То же. — М.: Сов. писатель, 1934. — 168, [3] с.
- 1869 год: [Повесть о Генрихе Кеферлейне]. — М.: Гослитиздат, 1935. — 66 с.
- Избранное / [Вступит. статья Л. Славина]. — М.: Сов. писатель, 1947. — 284 с.
- Избранное / [Предисл. И. Эренбурга]. — М.: Сов. писатель, 1958. — 568 с.
- Подвиг: Повести и рассказы / [Вступит. статья Л. Славина]. — М.: Сов. писатель, 1966. — 487 с.
- Подвиг: Повести, рассказы / [Предисл. И. Эренбурга]. — М.: Сов. писатель, 1985. — 526 с.

### Совместно с 3. Хацревиным
- Америка граничит с нами. [Эскимосы окраин Сибири и Аляски: Повесть] / Обл. Г. Фишера. — М.: Федерация, 1932. — 61, [2] с.
- Сталинабадский архив: Рассказы и документы о Сов. Таджикистане. — М.: Федерация, 1932. — 147 с.
- Стихи на индийской границе: Из устной поэзии Таджикской ССР. — М.: Жур.-газ. объед., 1932. — 36, [2] с.
- Новый Хафиз: [Перевод 20 стих. из классич., из народного и «современного» Хафиза]. — М.: изд. Жур.-газ. объед-я, 1933. — 43 с.
- Дальневосточные рассказы. — М.: изд. Жур.-газ. объед-я, 1935. — 46, [2] с. (Б-ка «Огонёк», № 4 (847)).
- Дальневосточные рассказы. — М.: Гослитиздат, 1935. — 190, [2] с.
- Приключения храброго монгола: Современная сказка. — М.: Гослитиздат, 1937. — 131, [3] с. (Совместно с Л. Славиным).
- Путешествие: [Фантастич. рассказ о небольшой части мира в лето 1935 года]. — М.: Гослитиздат, 1937. — 231 с.
- Монгол: Повесть. — М.: Правда, 1938. — 48 с.
- Лето в Монголии: [Рассказы]. — М.: Гослитиздат, 1939. — 312 с. (Совместно с Л. Славиным).
- Рассказы и портреты. — М.: Сов. писатель, 1939. — 260 с.
- Только стихи… / [Сост. и автор предисл. К. Симонов]. — М.: Сов. писатель, 1976. — 143 с.

## Киносценарии
- «Сын Монголии» (1936)